# Kritika úprav historických kostelů v rámci liturgické reformy
Kritika úprav historických kostelů v rámci liturgické reformy (anglická wikipedie uvádí Wreckovation, nizozemská wikipedie uvádí Tweede beeldenstorm, česky termín není ustálen) je označení pro kritiku úprav historických kostelů v rámci liturgické reformy po druhém vatikánském koncilu, probíhající v návaznosti na koncil od doby jeho skončení až do 21. století. Na trend úprav v duchu koncilu dlouhodobě někteří lidé upozorňují. Kritika se týká také nových kostelů, které jsou vzhledem tradičním katolickým svatostánkům vzdálenější.

## Charakteristika
Po druhém vatikánském koncilu vyvstaly na základě koncilních dokumentů diskuse v rámci katolické církve (ale i mimo ni), jak renovovat stávající římskokatolické liturgické prostory a jak stavět nové. Dochází k převážení názoru, že mši je vhodnější slavit versus populum, neboli čelem k lidu, za využití nového oltáře, neboli obětního stolu. Koncilní dokument Inter Oecumenici z roku 1964 udává, že nové kostely musí mít oltář takový, který je možný obejít ze všech čtyř stran, v kontrastu s původním stylem oltáře, který je uzpůsobený ke slavení mše ad orientem.
K tradičním prvkům v katolickém kostele patří také kazatelna, oltářní mřížka, sakrální výzdoba zahrnující obrazy a sochy, či oltářní mešní tabulky. Tyto však v rámci liturgické obnovy nejsou vyžadovány. Zastánci změn argumentují pro odstranění standardních kostelních lavic a jejich nahrazení standardními židlemi, které je možné rozmístit podle potřeby podélně či do kruhu, apod.
Architekt João Alves da Cunha, který vedl rekonstrukce mnoha kostelů v Portugalsku v duchu koncilu uvedl, že přemodelování a rekonstrukce kostela není nutně útokem na něj.

## Kritika
V případě změn ohledně uspořádání presbytáře a oltáře kritika poukazuje na skutečnost, že celebrující a další přisluhující se otáčejí zády k Eucharistii, uložené v tabernákulu. Dochází k odstraňování oltářních mřížek a nebudování nových, neboť podle některých názorů zbytečně rozdělují prostor mezi knězem a lidem. Dochází k odstraňování bočních oltářů, protože upadla potřeba soukromých mší (které někdy probíhaly i zároveň v jednom kostele) díky nově zavedené koncelebraci. Výzdoba stávajících kostelů je často redukována, pro dosažení čistého a moderního prostoru. Čistý prostor totiž může evokovat svatou chudobu. Kritici upozorňují, že některé kostely, které byly po koncilu nově postaveny, spíše než kostel připomínají nákupní centrum. Kritika úprav historických kostelů v rámci liturgické reformy pak spočívá zejména v dílčím kritizování úprav interiéru, případně exteriéru, které nectí v kritizovaných případech historickou hodnotu. Kritizováno je také lokální odstraňování svatých obrazů a soch z kostelů. Tato koncepce je obecně odmítána katolickými tradicionalisty, nicméně nikoli pouze jimi.

## Galerie

### Kostel Jacobus de Meerderekerk

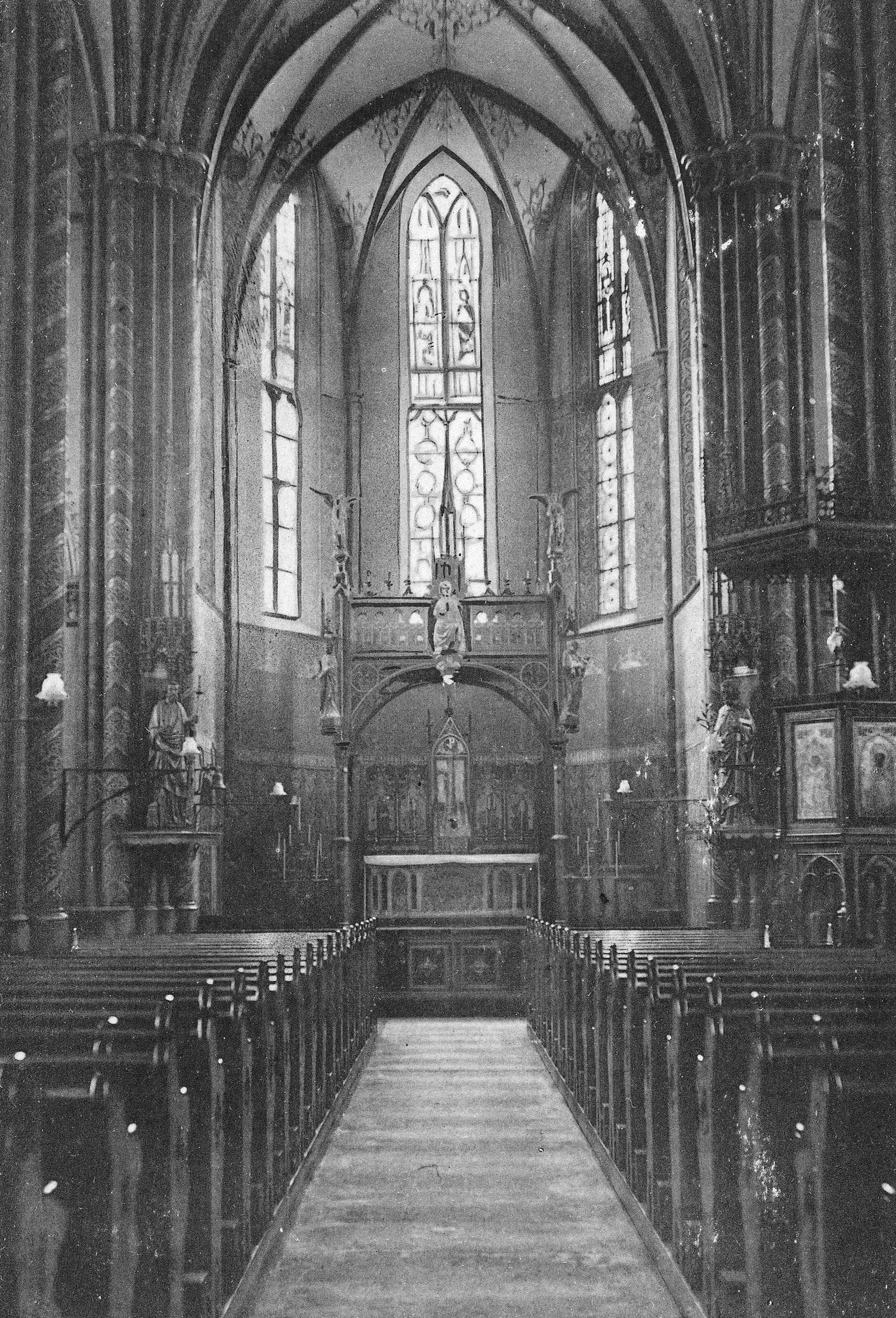
Kostel Jacobus de Meerderekerk v Nizozemsku (1920)
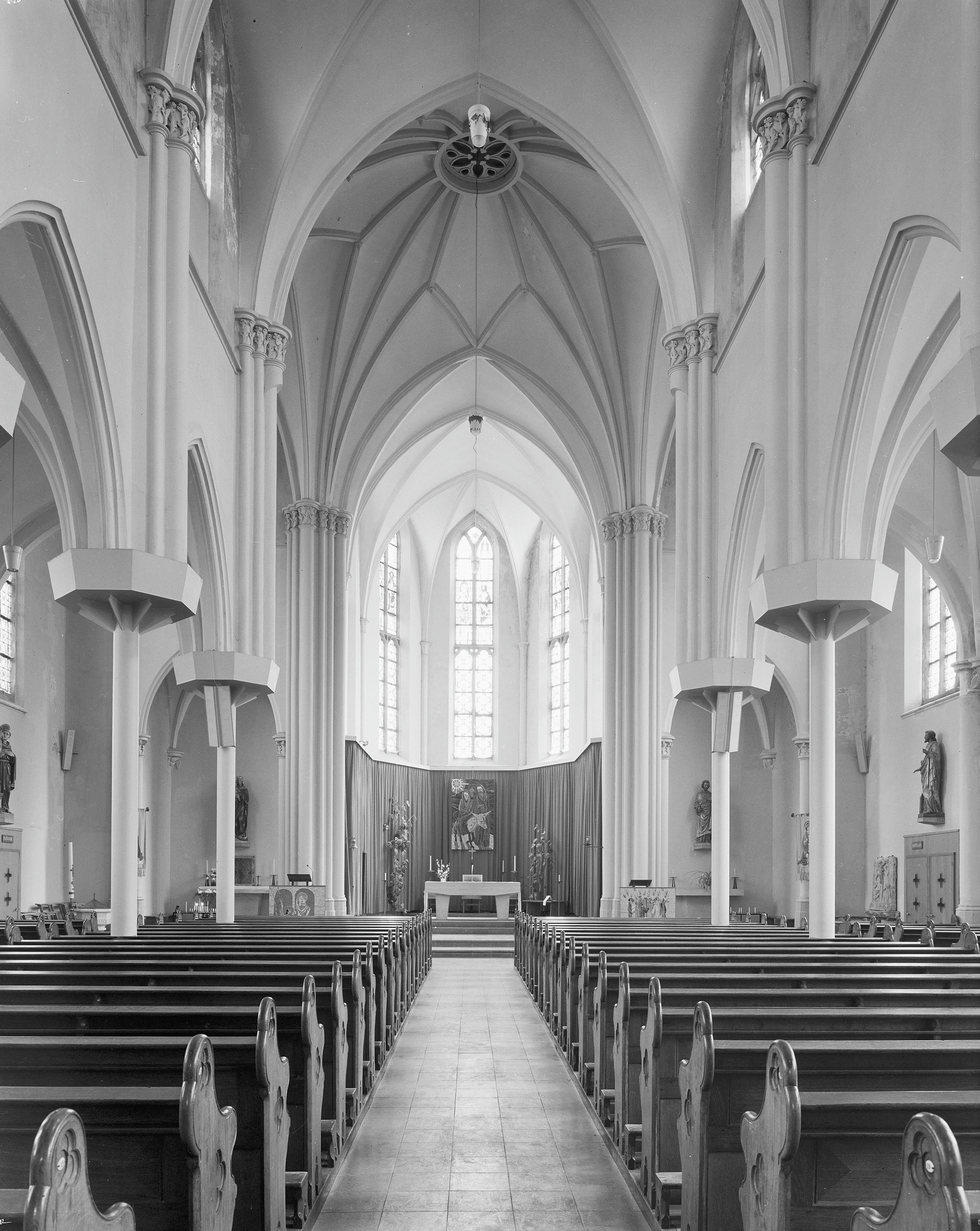
Kostel Jacobus de Meerderekerk v Nizozemsku (po koncilu)
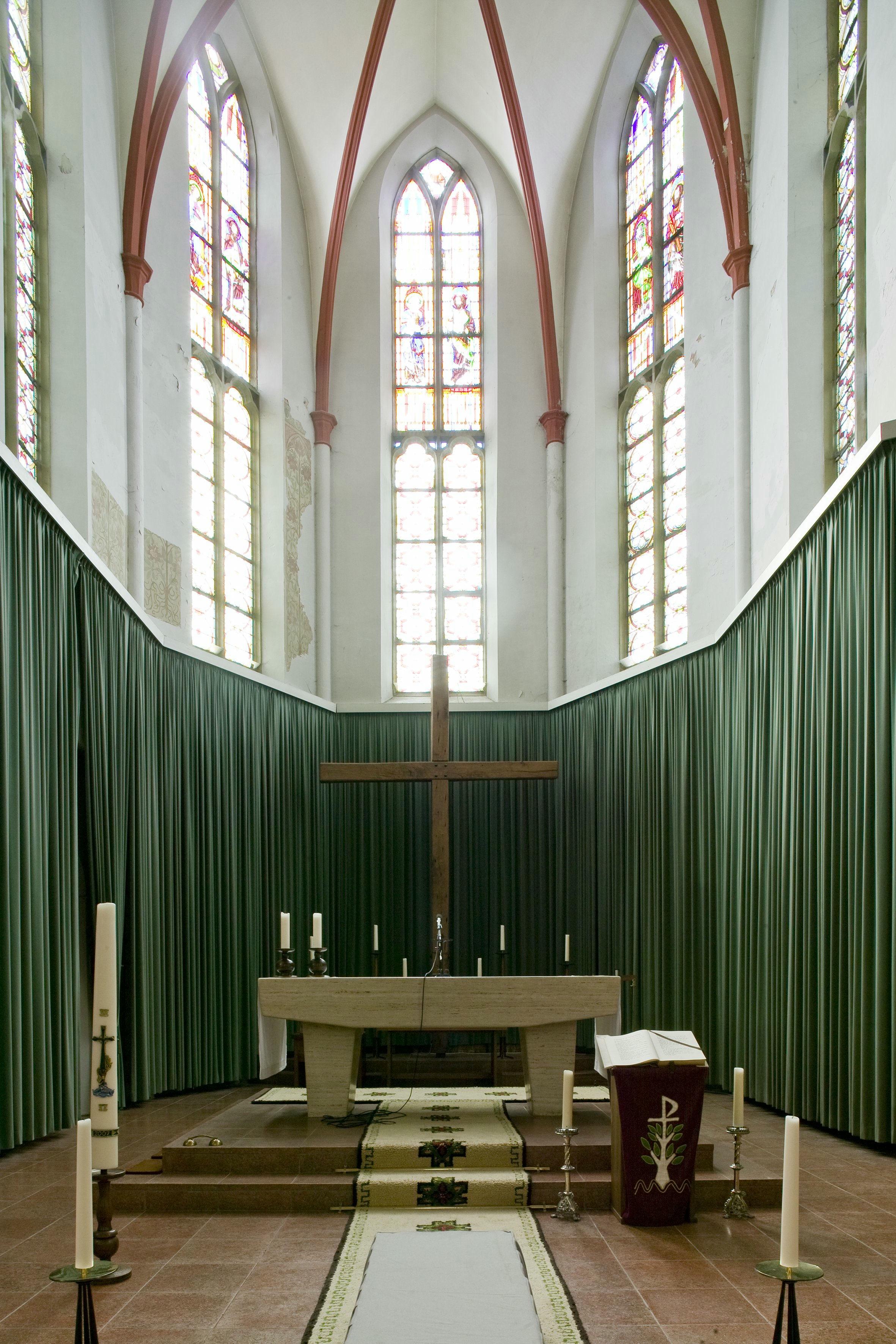
Kostel Jacobus de Meerderekerk v Nizozemsku (2008)

### Kostel Panny Marie Královny Míru

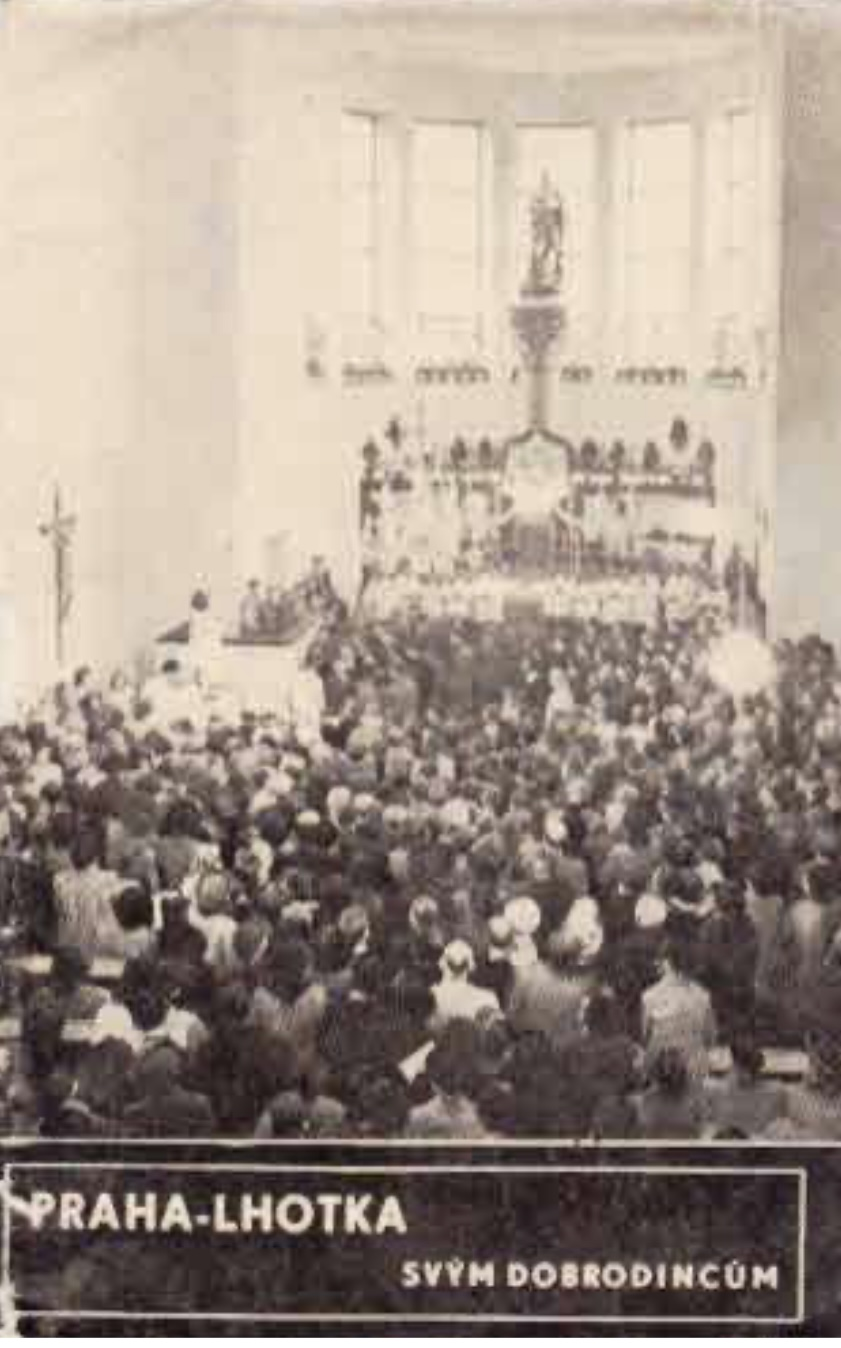
Kostel Panny Marie Královny Míru v Praze (1940)
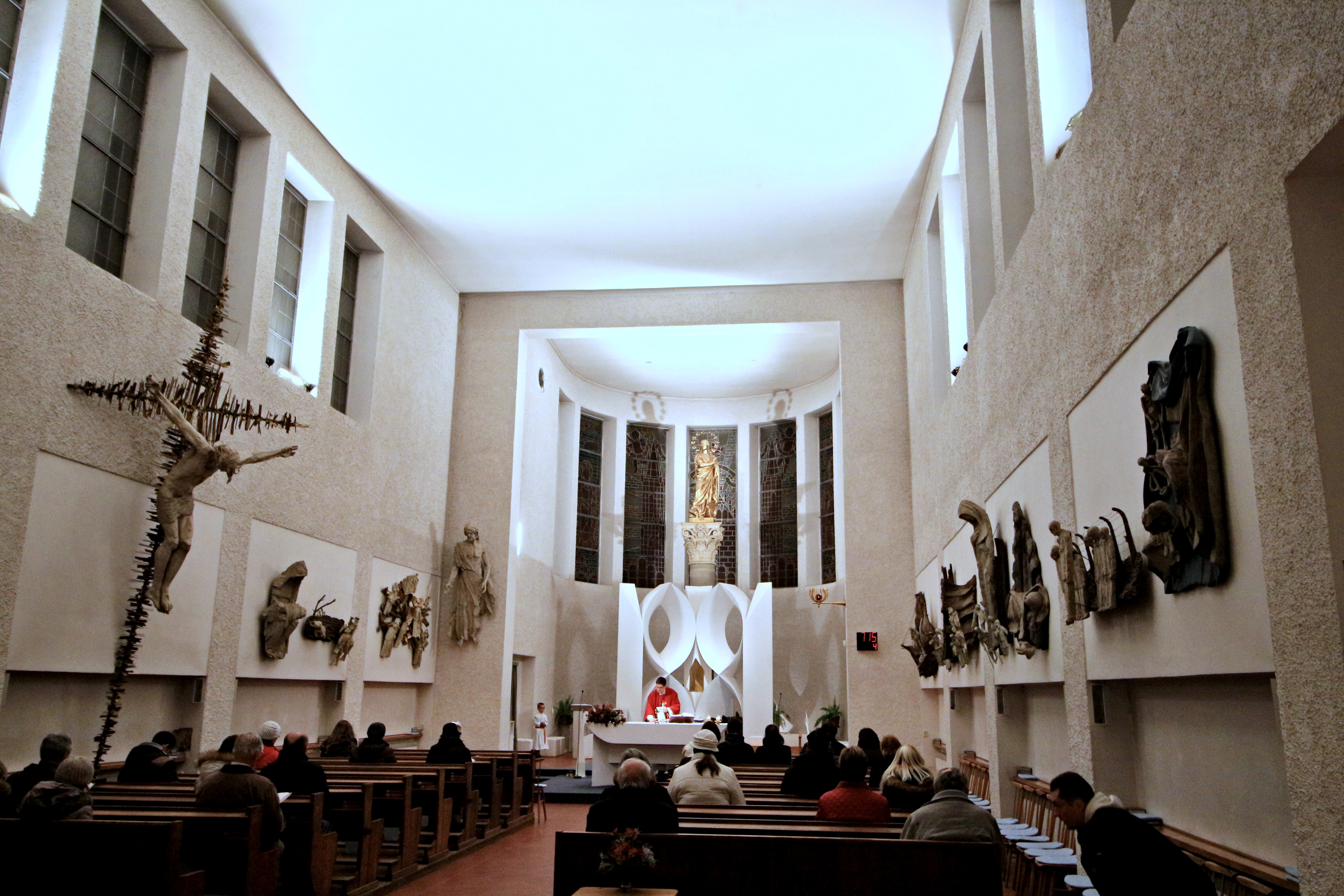
Kostel Panny Marie Královny Míru (2017)